# Manuel Hernández Mompó
Manuel Hernández Mompó, né à Valence (Espagne) en 1927 et mort à Madrid en 1992, est un peintre et sculpteur abstrait espagnol.

## Biographie
Fils d'un professeur de peinture, Manuel Hernández Mompó fréquente à partir de 1943 l'École des arts de Valence, aux côtés notamment de Sempere, Juan Genovés et José Vento. Il reçoit en 1948 une première bourse pour Grenade, en 1951 une seconde pour Paris, où il entre en contact avec les peintres informels. Il vit en 1954 et 1955 à Rome puis à Amsterdam. 
Mompó s'établit en 1957 à Madrid, séjournant régulièrement entre 1963 et 1973 à Ibiza. En 1973 il fait un voyage aux États Unis, résidant durant un an en Californie. À son retour en Espagne, il s'installe en 1974 à Palma de Majorque. En 1975 il fait à Rome la connaissance de Rafael Alberti avec qui il collaborera.
Hernández Mompó a exposé à Madrid, Valence, Granada, Gijón, Roma, Rotterdam, participé à de nombreuses expositions collectives et reçu de nombreux prix, notamment celui de l'UNESCO à la Biennale de Venise en 1968, le prix national d'arts plastiques en 1984 et la Médaille d'or du mérite des beaux-arts du Ministère de l'Éducation, de la Culture et des Sports espagnol en 1991.

## L'œuvre
Après une période figurative Manuel Hernández Mompó s'engage dans l'abstraction. Taches, lettres ou graffitis surgissent, dans des tons nuancés, sur les surfaces lumineuses de ses toiles.

## Musées
- Madrid, Musée  National Reine Sophie
- Segovia, Musée : Gente cantando y bailando, 1961
- Palma de Majorque, Es Baluard Museu d'Art Modern i Contemporani